# Józef Seget
Józef Seget (ur. 13 maja 1886 w Lubomi, zm. tamże) – działacz narodowy i śpiewaczy, powstaniec śląski.
Syn Franciszka i Franciszki z domu Stukator, jego młodszym bratem był Alojzy Seget. Ukończył kurs buchalterii. Pracował jako kupiec, mieszkał w Lubomi. Należał do tzw. Grona Kawalerów. (członkami grupy byli oprócz niego Józef Grzybek, Józef Lenort, Józef Burek, Józef Kopel i Józef Bugla). Była to grupa polskich patriotów zwana też Klubem Sześciu Józefów która w 1902 r. rozpoczęła pracę narodową w Lubomi, spotykając się potajemnie by śpiewać polskie pieśni i poznawać historię Polski oraz obchodzić Święto Trzeciego Maja. Był współzałożycielem Towarzystwa Śpiewaczego "Lutnia" w Lubomi (1912). W 1913 r. przy chórze „Lutnia” powstało kółko teatralne, które w święta Bożego Narodzenia wystawiło sztukę pt. „Jasełka” , której autorem był Józef Seget. Zainicjował również powstanie Towarzystwa Śpiewu "Echo" w Syryni, którego był pierwszym prezesem. 
Służył w armii niemieckiej (8 X 1908 – 23 IX 1910 i 3 VIII 1914 –18 IV 1919), jako saper kolejowy. Od marca 1919 członek Polskiej Organizacji Wojskowej Górnego Śląska, ps. „Karl Förder” i „Henryk Waldhöh”, organizator prac, starszy podoficer i rejonowy POW w okręgu VI (raciborsko-rybnickim). Kierował rejonem Lubomia – Brzezie, gdzie wyróżnił się w zdobywaniu broni od „Grenzschutzu“. Podczas III powstania śląskiego służył jako podoficer w 6 kompanii 4 raciborskiego pułku piechoty. W okresie międzywojennym prowadził nadal zespół śpiewaczy „Lutnia” w Lubomi, był także założycielem i kierownikiem Towarzystwa Śpiewaczego „Straż nad Odrą” w Bukowie, a także chóru mieszanego „Jutrzenka” w Brzeziach. Członek koła Związku Powstańców Śląskich w Lubomi.

## Odznaczony
- Gwiazda Górnośląska
- Śląski Krzyż Powstańczy